# روبی (اسپانیا)
روبی (بارسلون) (به اسپانیایی: Rubí, Barcelona) یک شهرستان و شهر در اسپانیا است که در Vallès Occidental واقع شده‌است.

## خصوصیات
روبی ۳۳٫۴۴ کیلومترمربع مساحت و ۷۲٬۹۸۷ نفر جمعیت دارد و ۱۲۴ متر بالاتر از سطح دریا واقع شده‌است.